# Zadnia Teriańska Turnia
Zadnia Teriańska Turnia (niem. Hinterer Felsgartenturm, słow. Zadná Terianska veža, węg. Hátsó-Terianszko-torony) – jedna z wielu turni w Grani Hrubego w słowackiej części Tatr Wysokich. Jest położona między Zadnią Teriańską Szczerbiną na południowym wschodzie, oddzielającą ją od wierzchołka Hrubego Wierchu, a Teriańską Przełęczą Wyżnią na północnym zachodzie, oddzielającą ją od Zadniej Niewcyrskiej Turni. Jest pierwszą turnią w grani od strony Hrubego Wierchu. Kolejne Teriańskie Turnie – Wielka Teriańska Turnia i Skrajna Teriańska Turnia – położone są w grani o wiele dalej na północny zachód. Ich nazwy pochodzą od Teriańskich Stawów znajdujących się w sąsiedniej dolinie Niewcyrce.
Zadnia Teriańska Turnia (2381 m) jest najwyższą z wszystkich siedemnastu nazwanych turni w Grani Hrubego. Od południowej strony (z doliny Niewcyrki) łatwo można na nią wejść przez Teriańską Przełęcz Wyżnią. Z grani między tą przełęczą a wierzchołkiem Zadniej Teriańskiej Turni opada do doliny Niewcyrki ściana o wysokości około 100 m, w najniższej części bardzo stroma. Są w niej dwa kominy i trzy filarki. Natomiast na północną stronę, do Wielkiego Ogrodu w Dolinie Hlińskiej, ze szczytu Zadniej Teriańskiej Turni opada filar o wysokości ponad 300 m, górą wyraźny, dołem zanikający. Pierwsze przejście tym filarem: Zbigniew Jurkowski i Andrzej Kantowicz 13 września 1960 (V stopień skali trudności UIAA).
Dla taterników turnia dostępna jest tylko z grani lub od strony północnej (obecnie Niewcyrka jest obszarem ochrony ścisłej z zakazem wstępu).

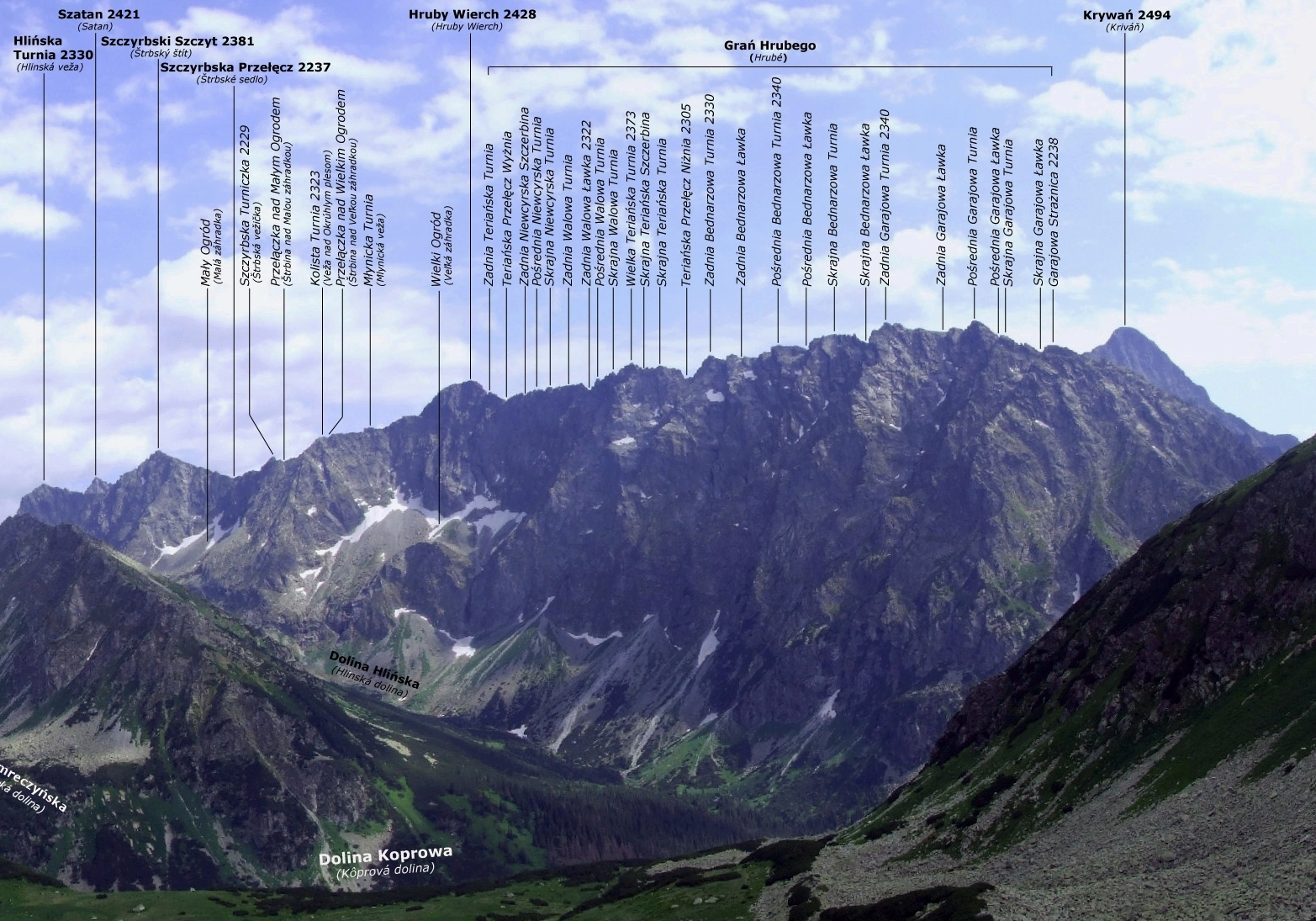
Widok z Zaworów
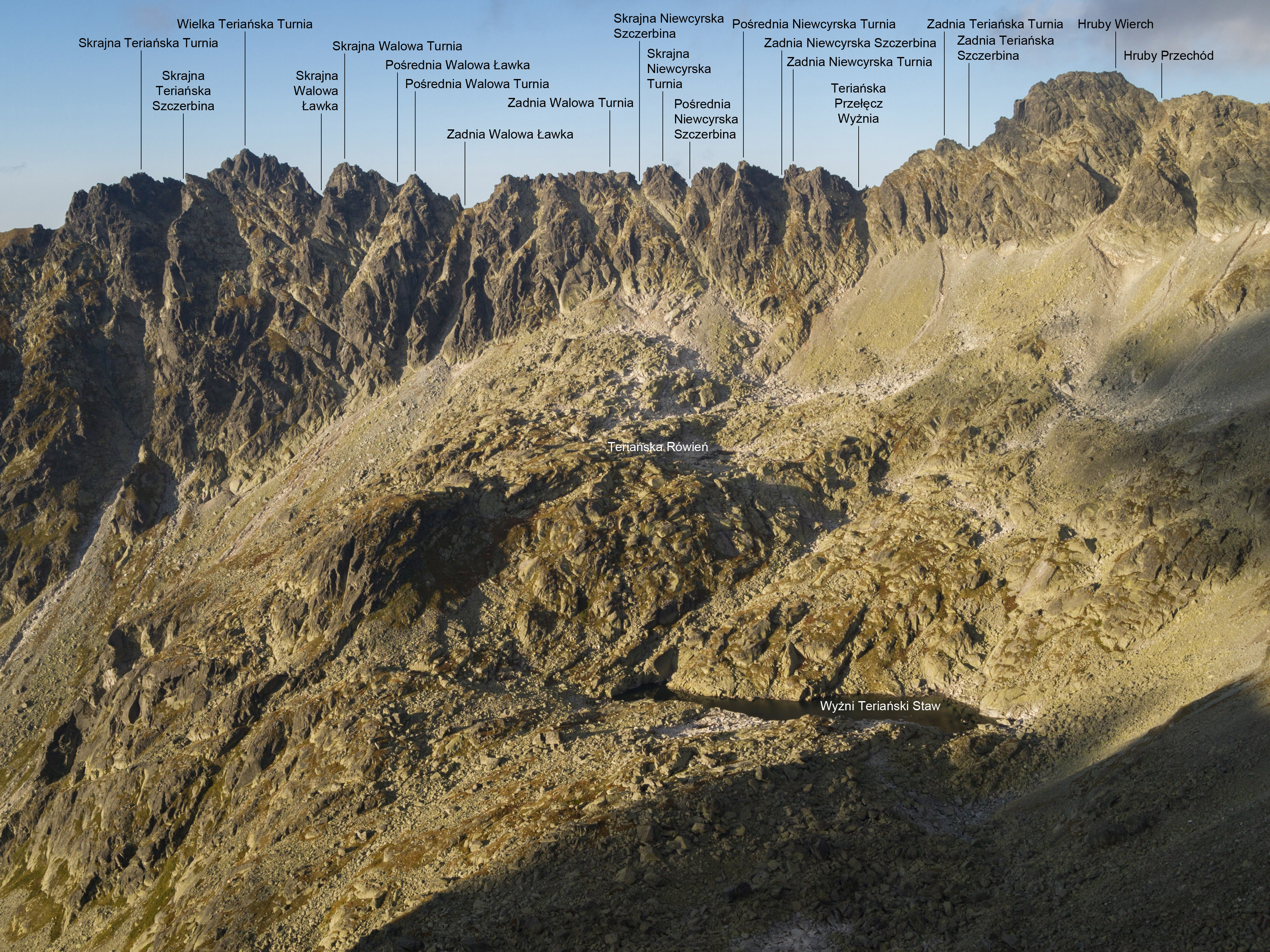
Widok z południowego wschodu
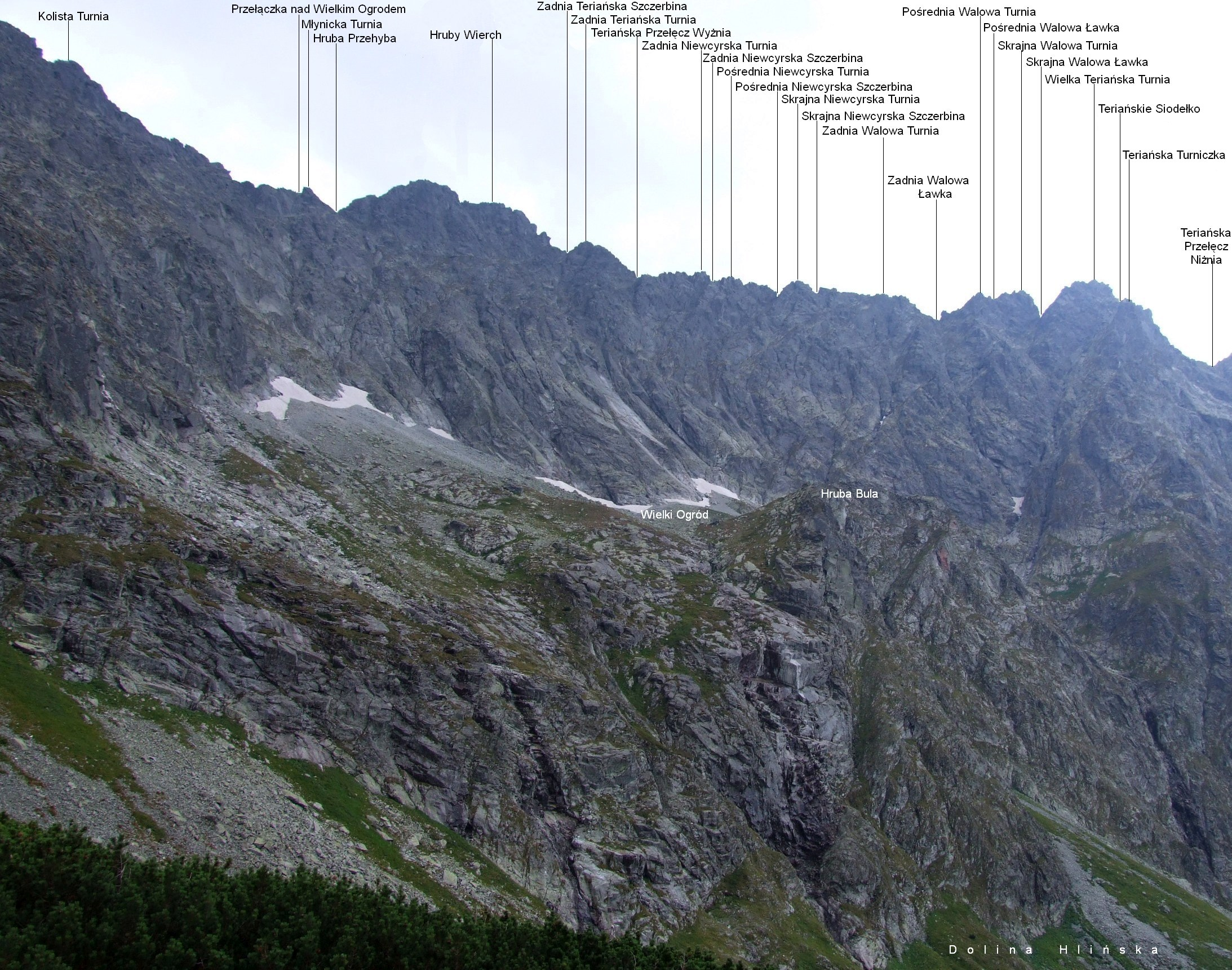
Widok z Doliny Hlińskiej